# هریگنیوس (دهانه)
هریگنیوس یک دهانه برخوردی در ماه‌ است.

## دهانه‌های اقماری
این دهانه ۵ دهانه اقماری دارد.
| Herigonius | عرض جغرافیایی | طول جغرافیایی | قطر         |
| ---------- | ------------- | ------------- | ----------- |
| H          | ۱۷.۰° S       | ۳۳.۲° W       | ۴.۰ کیلومتر |
| K          | ۱۲.۸° S       | ۳۶.۴° W       | ۳.۰ کیلومتر |
| E          | ۱۳.۸° S       | ۳۵.۶° W       | ۷.۰ کیلومتر |
| G          | ۱۵.۳° S       | ۳۲.۴° W       | ۳.۰ کیلومتر |
| F          | ۱۵.۵° S       | ۳۵.۰° W       | ۵.۰ کیلومتر |